# أشلين يني
أشلين يني (بالإنجليزية: Ashlynn Yennie) هي ممثلة أمريكية، ولدت في 15 مايو 1985 بريفرتون في الولايات المتحدة.

## أعمال

### مسلسلات
- إن سي آي إس

## وصلات خارجية
- أشلين يني على موقع IMDb (الإنجليزية)
- أشلين يني على موقع ألو سيني (الفرنسية)
- أشلين يني على موقع أول موفي (الإنجليزية)
- أشلين يني على موقع قاعدة بيانات الفيلم (الإنجليزية)
- أشلين يني على موقع كينوبويسك (الروسية)